# アンソニー・ピーニ
アンソニー・ピーニ（Anthony Pini, 1902年4月15日 - 1989年1月1日）は、アルゼンチン出身のチェロ奏者。息子のカールはヴァイオリン奏者になった。
ブエノスアイレスにカルロス・アントニオ・ピーニ(Carlos Antonio Pini)として生まれる。6歳の頃からフランス人の音楽教師であった父親の手ほどきでチェロを始める
。10歳の時にイギリス人の母親と一緒にスコットランドに旅行に出かけたが、その旅行中に父の訃報を受け、イギリスへの定住の道を選んだ。その際に名前をイギリス風のチャールズ・アンソニー・ピーニ(Charles Anthony Pini)に改めた。イギリスに移住後は、ヴァイオリン奏者だった母親と共に映画館やカフェで演奏をして日銭を稼ぎ、14歳の時に自分のチェロを買ってウィレン・スタインのレッスンを数回受け、後は独学でチェロの技術を磨いた。16歳の時にカール・ローザ・オペラ・カンパニーにチェロ奏者として加わり、カンパニーのツアーに参加する中で経験を積んだ。1919年にスコティッシュ管弦楽団のチェロ奏者になるも、1920年からロンドンを本拠に演奏活動を始め、1926年からBBCの放送に室内楽奏者として参加するようになった。1932年から1939年までロンドン・フィルハーモニー管弦楽団、1939年から1943年までBBC交響楽団、1943年から1945年までリヴァプール・フィルハーモニー管弦楽団、1947年から1963年までロイヤル・フィルハーモニー管弦楽団、1964年からコヴェントガーデン王立歌劇場管弦楽団の各オーケストラの首席奏者を歴任した。1976年に演奏活動から引退した後は、王立音楽大学やギルドホール音楽学校等で後進の指導に当たった。
イースト・サセックスのバーコンベにて没。